# خالد محمد (مخرج)
خالد محمد (بالإنجليزية: Khalid Mohamed) هو كاتب سيناريو وصحفي وناقد سينمائي ومخرج هندي، ولد في القرن العشرين.

## وصلات خارجية
- خالد محمد على موقع IMDb (الإنجليزية)
- خالد محمد على موقع روتن توميتوز (الإنجليزية)
- خالد محمد على موقع روتن توميتوز (الإنجليزية)
- خالد محمد على موقع ألو سيني (الفرنسية)
- خالد محمد على موقع ميوزك برينز (الإنجليزية)
- خالد محمد على موقع أول موفي (الإنجليزية)
- خالد محمد على موقع قاعدة بيانات الفيلم (الإنجليزية)
- خالد محمد على موقع كينوبويسك (الروسية)